# Be Quiet and Drive (Far Away)
''Be Quiet and Drive (Far Away)'' é o segundo single realizado da banda de metal alternativo Deftones e é a sexta faixa do álbum Around the Fur. Foi o primeiro single da banda a entrar nas paradas dos EUA, chegando ao número 29 na parada Mainstream Rock Tracks, e dentro do top 50 na UK Singles Chart.

## Videoclípe
O videoclípe da música foi gravado no Campus Sci-Arc, que era o antigo depósito de carga de Santa Fé.

## Faixas
Todas essas faixas foram escritas pelos membros do Deftones.
| CD1 do Reino Unido |                                 |         |  |
| N.º                | Título                          | Duração |  |
| 1.                 | "Be Quiet and Drive (Far Away)" | 5:08    |  |
| 2.                 | "Engine No. 9 (ao vivo)"        | 3:49    |  |
| 3.                 | "Teething (ao vivo)"            | 3:34    |  |

| CD2 do Reino Unido |                                         |         |  |
| N.º                | Título                                  | Duração |  |
| 1.                 | "Be Quiet and Drive (Far Away)"         | 5:10    |  |
| 2.                 | "Be Quiet and Drive (Far Away) (remix)" | 4:33    |  |
| 3.                 | "Birthmark (ao vivo)"                   | 3:58    |  |

## Desempenho nas tabelas musicais
| Tabelas musicais (1998)                    | Melhor posição |
| ------------------------------------------ | -------------- |
| Escócia (Scottish Singles Chart)           | 54             |
| Reino Unido (UK Singles Chart)             | 50             |
| Estados Unidos (Billboard Mainstream Rock) | 29             |

## Ligações Externas
- Deftones - Be Quiet And Drive (Far Away) (Official Video) [HD Remaster] - Youtube